# Tiberbarbe

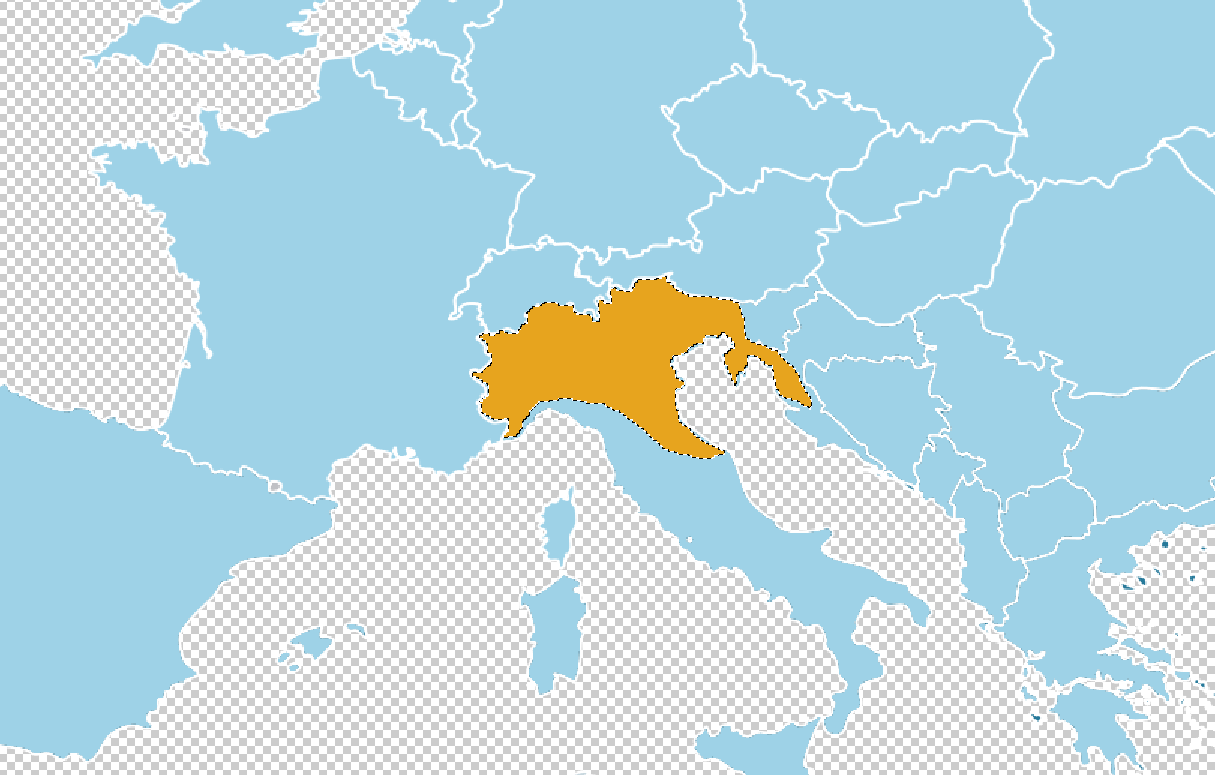
Verbreitungsgebiet des Tiberbarbe

Die Tiber- oder Südbarbe (Barbus plebejus), auf Italienisch Barbo Padano ist eine in Südeuropa vorkommende Barbenart.

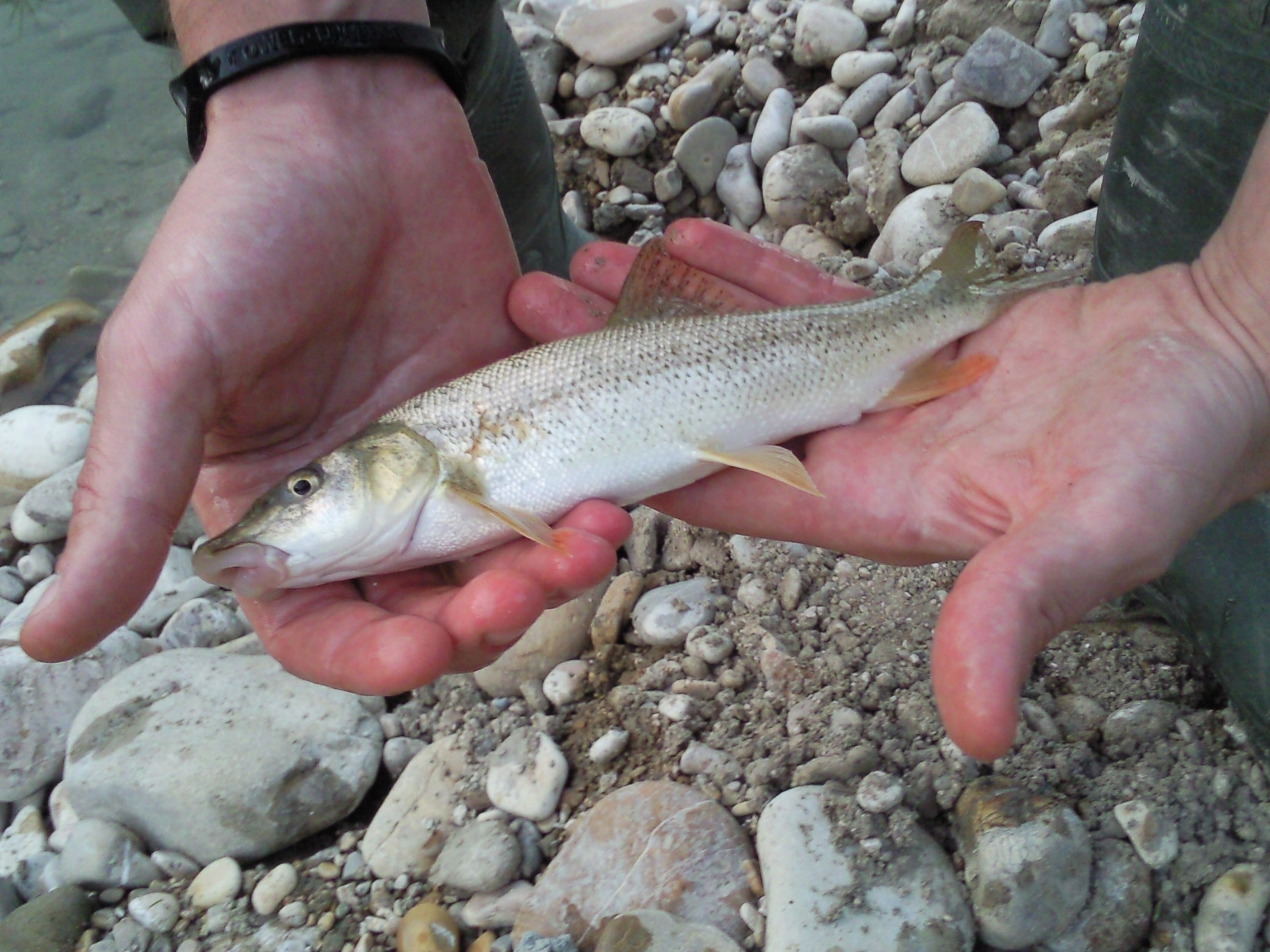
Tiberbarbe aus dem Conca Fluss

## Merkmale
Die Tiberbarbe kann bei einem maximalen Gewicht von sechs Kilogramm bis zu 70 Zentimeter lang werden. Sie besitzt 58–77 Schuppen entlang der Seitenlinie. Tiberbarben haben einen spindelförmigen Körper und ein unterständiges Maul mit vier Barteln an der Oberlippe. Die Schlundzähne sind dreireihig angeordnet. Von der Farbgebung ist sie der Hundsbarbe (Barbus meridionalis) ähnlich. Tiberbarben sind heller und sind meistens punktiert.

## Vorkommen
Die Tiberbarbe kommt im Becken der Adria von Tronto bis Krka vor. Verbreitet ist sie außerdem im Flussgebiet der Soča und des Isonzo in Slowenien, Kroatien und in einigen Gewässern der Schweiz. Eingeführt wurde sie in mittelitalienische Fließgewässer, die in das Tyrrhenische Meer einmünden.  Sie ist sehr weit verbreitet, häufig im Po und anderen norditalienischen Flüssen.

## Lebensweise
Die Tiberbarbe erreicht ein relativ hohes Alter. Sie bewohnt meist schnellfließende und sauerstoffreiche Gewässer in den Bergregionen, lebt aber auch in Flachlandflüssen. Außerdem kommt sie in einigen Seen vor. Sie ernährt sich von benthisch lebenden Kleintieren, Fischbrut, Jungfischen und Algen. Die Laichzeit findet in den Monaten April bis Juli statt, wobei die Tiere bevorzugt auf Kiesgrund ablaichen.

## Gefährdung und Schutz
Die Tiberbarbe ist regional durch Überfischung bedroht. Im Mittellauf des Po ist ihre Population durch die starke Verbreitung von Welsen (Silurus glanis) und Flussbarben (Barbus barbus) zurückgegangen.
Die Tiberbarbe wird von der Europäischen Union im Anhang II der FFH-Richtlinie geführt und gilt damit als Art von gemeinschaftlichem Interesse, für deren Erhaltung von den Mitgliedsstaaten besondere Schutzgebiete ausgewiesen werden müssen.

## Wirtschaftliche Bedeutung
Als Sportfisch wurde sie in zahlreiche italienische Gewässer eingeführt.